# 89-й армейский корпус (вермахт)
89-й армейский корпус (нем. LXXXIX. Armeekorps), сформирован 25 октября 1942 года.

## Боевой путь
С октября 1942 года — дислоцировался в Бельгии (в районе Антверпена).
Осенью 1944 года — бои в Бельгии против британских войск. С ноября 1944 — в Сааре.
В 1945 году — бои в Германии.

## Состав корпуса
В октябре 1944:
- 344-я пехотная дивизия
- 712-я пехотная дивизия

В феврале 1945:
- 245-я пехотная дивизия
- 47-я пехотная дивизия народного ополчения
- 257-я пехотная дивизия народного ополчения

## Командующие корпусом
- С 11 июня 1943 — генерал пехоты Вернер фрайхерр фон унд цу Гильза
- С 12 января по 29 января 1944 – генерал-лейтенант Фридрих-Вильгельм Нойман
- С 23 ноября 1944 — генерал пехоты Густав Хёне